# David Mounard
David Mounard, né le 27 octobre 1980 à Grenoble, est un footballeur français, évoluant au poste de milieu offensif ou d'attaquant.

## Carrière
Formé au centre de formation de l'Olympique lyonnais, David Mounard part au FC Belley en 1998, puis au SO Chambéry en passant par l'AS Beauvais et enfin à l'US Chantilly,.
Il part tenter sa chance en 2003 en Jupiler Pro League belge, au RAEC Mons où il dispute treize matches pour un but marqué, sans pour autant pouvoir éviter la relégation du club en deuxième division.
Il s'engage alors à Unione Sportiva Foggia, en Série C1, où il passe quatre saisons, de 2004 à 2008, marquant 21 buts en 107 matches.
S'ensuivent deux ans à Gallipoli Calcio, où il connaît notamment une promotion en Série B dès sa première année. Il est ensuite acheté par l'Associazione Calcio Sienne en 2010, mais n'y joue qu'un match et repart pour la D3 Italienne en toute fin de mercato, le 31 janvier, à Bénévent Calcio où il est prêté six mois. 
Il est acheté en 2011 par la U.S. Salernitana 1919 (Série D), où il réalise une saison 2011-2012 pleine avec 11 buts en 29 rencontres. Il perd cependant sa place de titulaire les saisons suivantes.
Il rejoint en janvier 2015, un autre club de série C Catanzaro Calcio. En septembre, il s'engage avec l'US Agropoli, club de Série D. Après six apparitions avec ce club, il rejoint en janvier 2016 le FC Esperia Viareggio, autre club de Série D.